# Solomon Grigorjewitsch Lewit

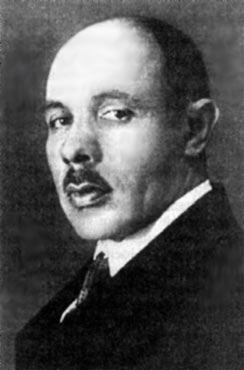
Solomon Grigorjewitsch Lewit

Solomon Grigorjewitsch Lewit (russisch Соломон Григорьевич Левит; * 24. Junijul. / 6. Juli 1894greg. in Ukmergė; † 29. Mai 1938 in Moskau) war ein sowjetischer Genetiker jüdischer Herkunft.
Nach seinem Studium an der Medizinischen Fakultät der Moskauer Staatlichen Universität arbeitete Lewit ab 1921 in der dortigen Klinik. Von 1926 bis 1930 war er an der Kommunistischen Akademie. 1930 bis 1937 war er Direktor des Maxim-Gorki-Medizinisch-Genetischen-Instituts. Als Gegner des Lyssenkoismus wurde er Opfer der Stalinschen Säuberungen und erschossen.